# Toa Alta
Toa Alta é um município de Porto Rico, localizada na costa norte da ilha, ao norte de Naranjito, sul de Dorado e Toa Baixa, a leste de Vega Alta e Corozal e oeste de Bayamón. Toa Alta está espalhada em oito alas e Pueblo Toa Alta (centro da cidade e do centro administrativo da cidade). É parte da Área Metropolitana San Juan – Caguas – Guaynabo.